# 格林威尔大桥
格林威尔大桥是跨越美国密西西比河的一座公路斜拉桥，承载82号美国国道和278号美国国道。大桥位于密西西比州的格林維爾与阿肯色州的莱克村之间，于2010年开通时，曾是北美洲主跨第四长的斜拉桥。
该地的第一座跨河桥梁是本杰明·G·汉弗莱斯大桥，但功能陈旧：道路狭窄，仅有两车道，且没有路肩；由于它靠近密西西比河的一个急弯处，因此成为河流航运的一大隐患，常有驳船和拖船撞上该桥。1994年，一项研究得出结论：需要兴建一座新桥，并拆除旧桥。建设工作于2001年开始，新桥于2010年开通，而旧桥的拆除工作始于2011年。

## 概况
格林威尔大桥位于1940年建成的本杰明·G·汉弗莱斯大桥下游约0.8（0.5英里），由HNTB公司设计，是一座四车道斜拉桥，桥面长度超过4（2.5英里），两座混凝土桥塔高129.5（425英尺），混凝土桥墩锚固于桥面以下36.6（120英尺）的河床，斜拉索组成四个扇面连接塔顶与桥面。
大桥每条车道宽3.7（12英尺），外侧路肩宽3.7（12英尺），内侧路肩宽2.4（8英尺）。主跨长度420（1,378英尺），开通时曾是北美洲主跨第四长的斜拉桥。
新、旧两座大桥在地理位置上大多属于阿肯色州，这是由于州界的划定先于密西西比河的西移。

## 历史

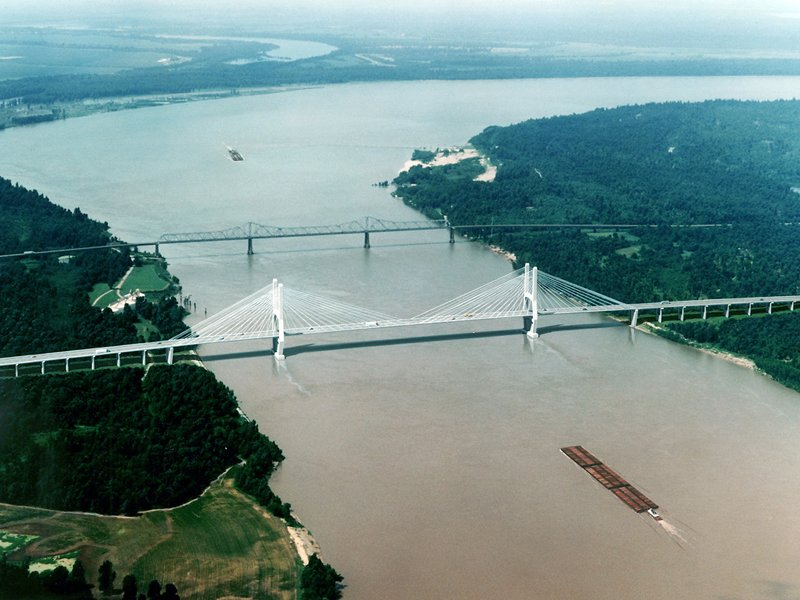
新桥（近）与旧桥（远）的3D艺术复原图，背景是密西西比河的急弯。

本杰明·G·汉弗莱斯大桥由HNTB公司兴建，并作为密西西比河三角洲的“进步通道”于1940年隆重开通。它是一座下承式桁架桥，主跨256（840英尺），是1943年以前密西西比河上主跨最长的公路桥。随着时间的推移，大桥承受着越来越多的交通流量以及车辆的撞击。20世纪50年代，还曾有一架美国空军的飞机在桥上坠毁。尽管桥梁在结构上保持完好，但在功能上开始变得过时。该桥仅有两条车道，且没有路肩，任何一起交通事故或是一辆超大型车辆（如：联合收割机）的通过都会迫使大桥关闭。
随着内河运输的增长，驳船撞击桥梁所造成的损害也在不断增加。到了1972年，大桥所遭受的驳船撞击次数是密西西比河上其他任何一座桥梁的数倍。由于大桥靠近河流急弯，拖船和驳船难以进行急转弯并及时恢复航线以避免撞击桥梁。多年来，许多船只因无法迅速转弯而撞上大桥，这给内河航运安全造成了危害。
密西西比州运输部于1994年展开了一项工程研究，旨在寻求升级82号国道跨河设施的替代方案，并发布一份报告称，将在格林威尔兴建一座四车道的跨河设施。从多种替代方案中遴选出了最佳方案，确定为在旧桥下游0.8（0.5英里）处新建一座大桥，并拆除旧桥。进一步的研究评估了桥型设计，至1995年，斜拉桥型被选定为适合河流及地质条件的最佳设计，并且能为内河航运提供足够的通航净空。工程规划于1999年完成。

## 建设
密苏里州堪萨斯城的HNTB公司，是新桥及旧桥（本杰明·G·汉弗莱斯大桥）的设计和工程咨询公司。美国联邦政府提供了1.1亿美元用于启动大桥主体部分的建设，包括斜拉索支承的主跨。主要的上部结构建设始于2001年12月。马斯曼建筑公司与特雷勒兄弟公司组成的合资企业赢得了修建两座主桥墩的合同，采用浮动沉箱和沉井方式进行施工。大桥主跨的最后一个节段施工于2006年4月完成。

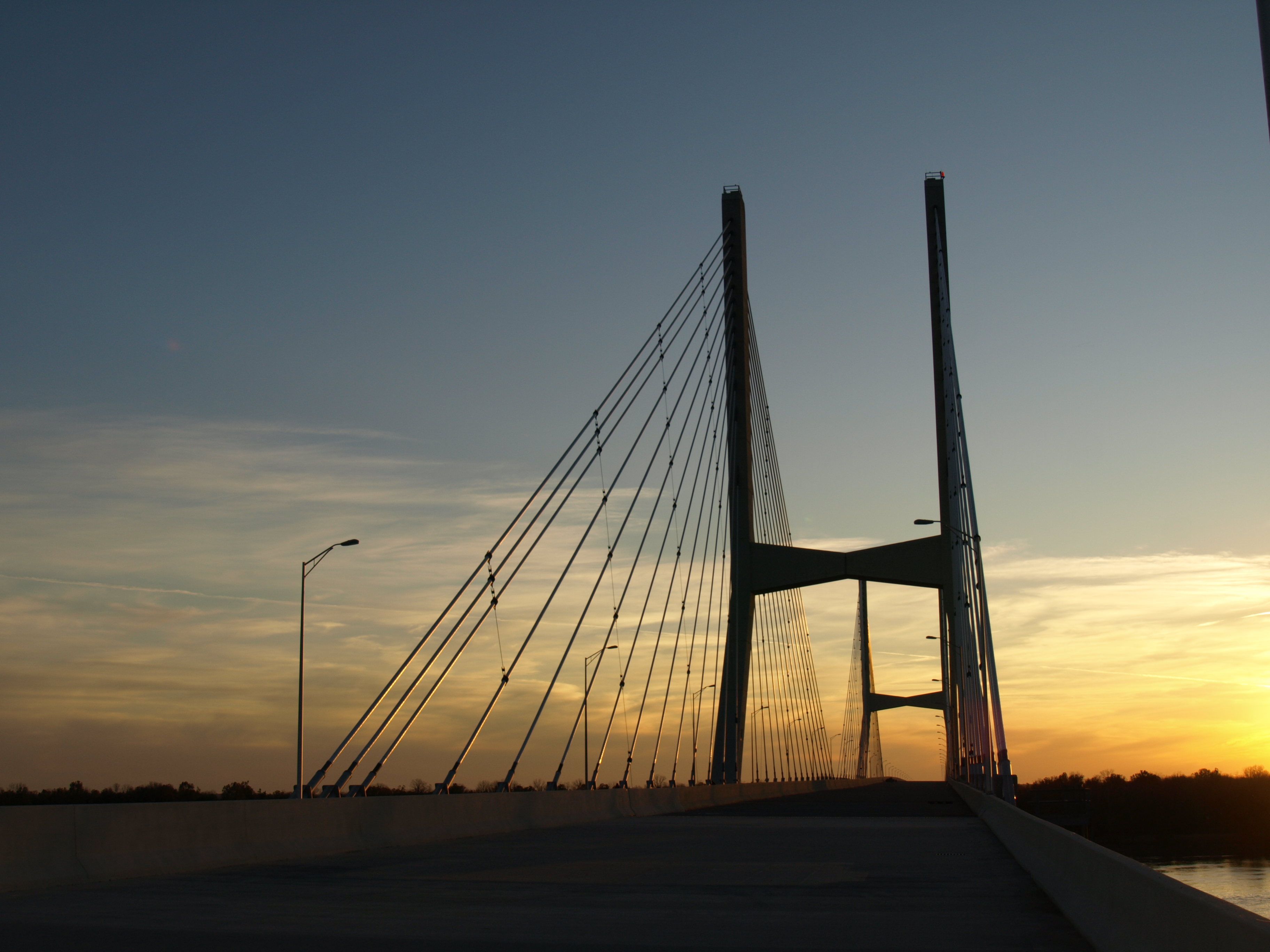
格林威尔大桥的斜拉索采用扇形布置

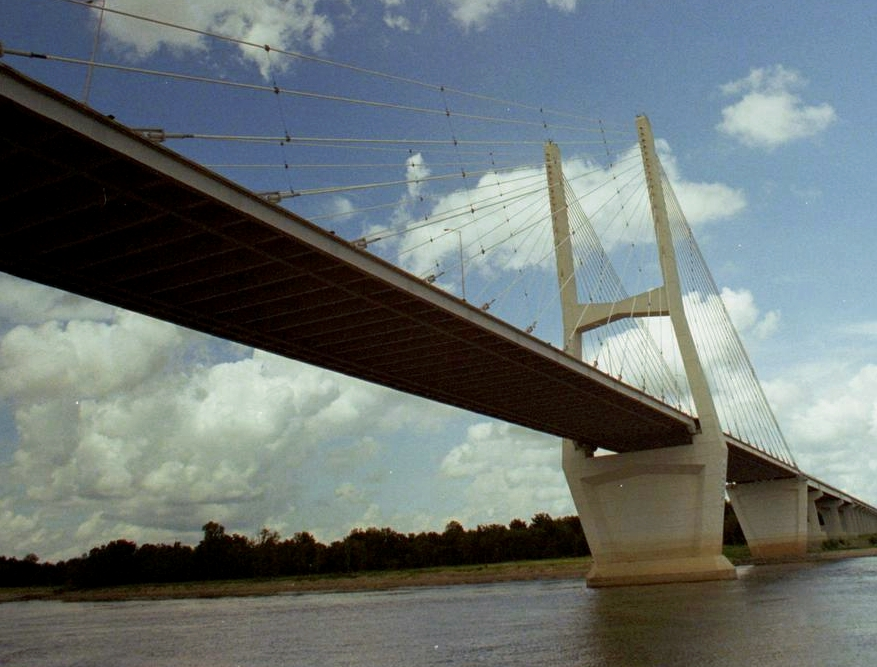
从密西西比河面看格林威尔大桥

大桥连接线，包括引桥工程的短跨及桥梁下部结构，则由两个州各自承担，各负责建设引桥一系列的三联跨，每联长约36.5（120英尺）。阿肯色州一侧的连接道路及引桥工程，全长4（2.5英里），耗资6,600万美元，于2006年3月开始动工；密西西比州的工程全长2.9（1.8英里），于2006年4月开工，耗资近8,600万美元。希尔兄弟建设和詹森建设，与拉斯穆森集团组成的合资公司，获得了格林威尔82号国道至密西西比河桥的东侧连接线合同。希尔兄弟建设获得了8,590万美元的合同，负责密西西比侧引桥的公路桥面、混凝土地基、及其下部和上部结构的施工。奥斯汀路桥获得了6,500万美元的合同，建设阿肯色州1,419（4,656英尺）的引桥及983（3,225英尺）的连接道路，并于2009年8月完工。其余的承包合同于2010年1月签署，包括：全桥表面喷涂乳胶涂料，增加道路标线，82号国道改线，以及拆除汉弗莱斯大桥。
从1994年启动最初开发阶段，到2010年8月4日正式通车，格林威尔大桥的建设共花费了16年时间，总投资合计3.36亿美元。2011年，旧桥的拆除工作大规模展开，桥体被切割成小段并回收，计划于2012年9月完成。在此期间，内河航道时而会被封闭以配合拆除作业。至少已有两名工人在这项危险的工作中遇难。